# الکل چرب

یک مثال الکل چرب

الکل‌های چرب (یا الکل‌های بلند زنجیر) معمولاً الکل‌های اولیه با وزن مولکولی بالا و با زنجیره بدون شاخه جانبی هستند. شاخه‌های کربنی می‌توانند از تعداد کمی کربن (۴ تا ۶ کربن) تا تعداد زیاد (۲۲ تا ۲۶ کربن) که از چربی‌ها و روغن‌های طبیعی به دست می‌آیند، متغیر باشند. طول دقیق زنجیره بر اساس منبع الکل چرب، متفاوت است. برخی از الکل‌های چرب مهم تجاری عبارتند از: لوریل، استئاریل و اولئیک الکل. این ترکیبات مایعات روغنی بی‌رنگ (برای تعداد کربن کمتر) یا جامدات مومی هستند، اگرچه نمونه‌های ناخالص ممکن است زرد به نظر برسند. الکل‌های چرب معمولاً دارای تعداد زوج اتم کربن و یک گروه الکل منفرد (–OH) متصل به کربن انتهایی هستند. برخی الکل‌های چرب غیر اشباع و برخی شاخه‌دار هستند. این ترکیبات به‌طور گسترده‌ای در صنعت استفاده می‌شوند. مانند اسیدهای چرب، معمولاً با تعداد اتم‌های کربن موجود در مولکول به آنها اشاره می‌شود، مانند «الکل C12»، که الکلی است که ۱۲ کربن دارد، برای مثال دودکانول.